# Doomer
Un doomer es alguien que cree en el Doomsday o Día del fin del mundo, una filosofía y una mentalidad que cree que los problemas globales, incluido, entre otros, el agotamiento ecológico, la superpoblación, el pico del petróleo, el cambio climático y la contaminación, inevitablemente causarán el colapso de la civilización y pérdidas significativas en la población humana, y pudiendo conducir a una eventual extinción humana. La ideología se define en oposición a visiones de vida más optimistas. Los Doomers creen que la corrupción gubernamental, la apatía civil y/o la opresión estructural son irreparables.

## Temas comunes
Los doomers tienden a expresar sentimientos de desesperación y desesperanza acerca de sus propias vidas. El subreddit r/doomer fue creado en 2009 como un lugar para que los condenados expresen sus sentimientos y pensamientos. Una publicación escrita por Redditor u/newdoomr el 18 de enero de 2020 titulada "notas de un doomer" enumera las frustraciones del doomer para el público en general, cuestionando cómo "no todos están caminando en un estado de pánico puro e inquebrantable". En el texto de la publicación se expresa la determinación de que los fatalistas están "despiertos" al saber que el mundo es un lugar cruel, enfermo y sin sentido, que los humanos solo son capaces de destruir el mundo natural, y que incluso si los fatalistas pudieran "ascender" más allá de sus ansiedades, sería inútil, ya que el mundo se enfrenta a un colapso inevitable. Los moderadores de r/doomer colgaron la publicación y, el 8 de agosto de 2020, habían recibido 207 votos a favor.

## Historia

### Subculturapeaknik
El término "doomer" apareció en 2008 utilizado en las primeras comunidades peaknik de Internet, especialmente en foros de Internet donde los miembros discutían el punto hipotético en el tiempo en el que la extracción de petróleo se detendría debido a la falta de recursos, seguida por el colapso social. Los doomers de mediados de este siglo se suscribieron a varias ideas sobre cómo enfrentar este colapso inminente, incluida la preparación del fin del mundo, así como sentimientos más contemporáneos de resignación y derrota .
El doomer canadiense Paul Chefurka organizó un sitio web donde alentaba a sus lectores a comer más abajo en la cadena alimentaria, modificar sus hogares para el apocalipsis y considerar no traer niños al mundo. Sus investigaciones intentan demostrar que tener un hijo menos y comer una dieta basada en plantas son métodos efectivos para reducir las emisiones de gases de efecto invernadero. En ese contexto comer más abajo en la cadena alimentaria a través de una dieta basada en plantas es más eficiente desde el punto de vista ecológico porque las transferencias de energía a través de los niveles tróficos causan una pérdida de energía significativa.
En particular, a diferencia de los condenados modernos, algunos de estos condenados peaknik no se suscribieron a tales estrategias fatalistas. El guardabosques del ejército estadounidense Chris Lake, al escribir recomendaciones sobre cómo sobrevivir al colapso social, sugirió que los doomers "adopten una actitud positiva" porque, como él mismo dijo, "los tiempos difíciles no duran, la gente dura".

### Uso en los medios
El término "doomer" se popularizó más tarde en el comentario que rodea al ensayo de 2019 de Jonathan Franzen en The New Yorker titulado "¿Qué pasaría si dejáramos de fingir?". La pieza presentó un argumento contra la posibilidad de evitar una catástrofe climática . Además de popularizar el término entre el público en general, el artículo de Franzen fue muy popular entre las comunidades de doomer en línea, incluidos los grupos de Facebook Near Term Human Extinction Support Group y Abrupt Climate Change.
En un artículo de la BBC, el artículo autoeditado de Jem Bendell Deep Adaptation: A Map for Navigating Climate Tragedy se describió como "lo más parecido a un manifiesto para una generación de autodenominados 'doomers climáticos'". En marzo de 2020, el documento se había descargado más de medio millón de veces. En él, Bendell afirma que no hay posibilidad de evitar un colapso a corto plazo en la civilización humana. Como también señaló la revisión de la BBC, "el profesor Michael Mann, uno de los científicos del clima más famosos del mundo, describe el artículo de Bendell como 'una tontería pseudocientífica'".
El New York Times señala que los partidarios de Uncivilization: La Oscuridad de la Montaña Manifiesto han sido descritos como "doomers" por la imprudencia de la naturaleza del texto del mensaje. El manifiesto critica la idea de progreso, después de haber sido publicado por Pablo Kingsnorth y Dougald Hine para señalar el comienzo de los artistas del grupo el Oscuro Proyecto de la Montaña.
En febrero de 2020, Kate Knibbs de Wired notó el desarrollo de una variedad popular y creciente de "doomers" de ficción climática  en contraste con los matices típicamente optimistas del género. Además, Amy Brady, columnista de ficción climática de la Chicago Review of Books, señala que el género ha pasado de escenarios futuros a historias del pasado y del presente.

## Crítica
En el contexto de una crítica al trabajo de Bendell, el científico climático Michael Mann describió el doomerismo como una "nueva y peligrosa cepa de cripto-negacionismo", afirmando que las ideas fatalistas "nos llevarán por el mismo camino de inacción que la negación absoluta del cambio climático . A los intereses de los combustibles fósiles les encanta este marco "  Una crítica de la Adaptación profunda de Bendell en OpenDemocracy sostiene que "la afirmación [de Bendell] de que el cambio climático descontrolado ha hecho inevitable el colapso social no sólo es incorrecta, sino que socava la causa del movimiento climático". En cambio, sostiene que si bien "existen verdaderas razones para la desesperación", "la opción de creer en un colapso inevitable es en sí misma un lujo, una forma de escapismo sólo disponible para aquellos con tiempo y recursos para planificar sus consecuencias".